# Amara schimperi
Amara schimperi is een keversoort uit de familie van de loopkevers (Carabidae). De wetenschappelijke naam van de soort is voor het eerst geldig gepubliceerd in 1866 door Joseph Antoine Wencker in Wencker & Silbermann, 1866.